# Wang Meng (Shorttrackerin)
Wang Meng (chinesisch 王 濛, Pinyin Wáng Méng; * 10. April 1985 in Harbin) ist eine ehemalige chinesische Shorttrackerin und als vierfache Olympiasiegerin knapp vor Chun Lee-kyung (ebenfalls vier Gold, ein Silber weniger) erfolgreichste weibliche Athletin der Disziplin.

## Karriere
Bei den Olympischen Winterspielen 2006 in Turin gewann sie über 500 m Shorttrack die erste Goldmedaille für das chinesische Team bei diesen Olympischen Spielen. In dem darauffolgenden 1000- beziehungsweise 1500-Meter-Lauf gewann Wang Meng die Silber- und die Bronzemedaille. Damit sorgte sie für drei von insgesamt elf Medaillen des chinesischen Teams.
Auch bei Weltmeisterschaften errang Wang Meng bereits zwanzig Goldmedaillen. Zudem erreichte sie bei Weltmeisterschaften insgesamt vierzehn Silber- und drei Bronzemedaillen.
Bei den Olympischen Spielen 2010 in Vancouver gewann Wang Meng drei Goldmedaillen im Shorttrack. Damit war sie die zweiterfolgreichste Sportlerin dieser Olympischen Spiele hinter Marit Bjørgen. Bei Olympia 2014 fehlte sie verletzungsbedingt.

## Trainerkarriere
Saison 2018–2020 
Von 2018 bis 2020 wurde sie Cheftrainerin der chinesischen Nationalmannschaft.
 Olympische Winterspiele 2022 
2018 und 2019, Wang Meng lud den sechsmaligen Olympiasieger Wiktor Ahn als technischen Trainer des chinesischen Shorttrack-Eisschnelllaufteams.

## Kommentator
Bei den Olympischen Winterspielen 2022 in Peking arbeitete sie als Kommentator.